# Šibovi (gmina Kotor Varoš)
Šibovi (cyr. Шибови) – wieś w Bośni i Hercegowinie, w Republice Serbskiej, w gminie Kotor Varoš. W 2013 roku liczyła 230 mieszkańców.